# Maieru
Maieru là một xã thuộc hạt Bistrița-Năsăud, România. Dân số thời điểm năm 2002 là 7363 người.